# Krylatskoje Sport Complex
Krylatskoje Sport Complex (спортивный комплекс Крылатское) är en inomhusanläggning för sport utanför Moskva i Ryssland. Den kostade 150 miljoner dollar att bygga, vilket betalades av staden Moskva. Det finns plats för 8300 åskådare i arenan. 7 300 fasta sittplatser finns då bandy och skridskolöpning avgörs. I arenan spelar Dynamo Moskva sina hemmamatcher i bandy. Där finns normalt is från början av augusti till mitten av maj, men där går att ha is året runt. Att lägga isen tar sju dagar, att ta bort den tar tre dagar. Anläggningen innehåller även ett stort gym.

## Historia
Efter Olympiska vinterspelen 1998 i Nagano i Japan började Ryssland planera på en "förstklassig" sportanläggning för att träna framtidens ryska världselit. 2003 beslöt staden Moskva att bygga en stor issportanläggning i det gamla OS-området Krylatskoje. I mars 2003 påbörjades bygget och den 9 september 2004 stod anläggningen kvar. Den är inspirerad av OS-anläggningarna i Calgary i Kanada och Nagano i Japan, även om det alltså till skillnad från dem är en hel isyta som möjliggör bandyspel.

## Evenemang
Det första större sportevenemanget i anläggningen var damernas Fed Cup i  tennis 2004. Finalspelet i ryska cupen i bandy säsongen 2004/2005 avgjordes också här. Man hade hoppats få anordna världsmästerskapet i bandy för herrar 2007, men arrangörskapet tilldelades orten Kemerovo i Ryssland. Man fick vänta till år 2010 innan världsmästerskapet i bandy för herrar skulle spelas i arenan.  Krylatskoje Sport Complex har även anordnat allround-VM i hastighetsåkning på skridskor, och ryska skridskomästerskap i alla åldersklasser. Det har även spelats landskamper i bandy för herrar här.